# Maison (32 rue Briçonnet, Tours)
La maison, 32 rue Briçonnet est une ancienne maison en pierre de taille et pans de bois dans la ville de Tours, dans le département français d'Indre-et-Loire.
Sa façade, sa toiture et son escalier extérieur sont inscrits comme monuments historiques en 1946.

## Localisation
La maison est située dans le Vieux-Tours, dans la rue Briçonnet. Cette voie nord-sud est l'une de celles qui relient, au Moyen Âge, le secteur de la basilique Saint-Martin à la Loire. L'édifice, au sud, se trouve en outre presque contigu à l'ancienne église Saint-Pierre-le-Puellier et à l'est il touchait son ancien cloître.

## Histoire
La maison est construite au XVe siècle et fait l'objet d'une restauration dans les années qui suivent la Seconde Guerre mondiale.
La façade, la toiture et l'escalier extérieur sont inscrits comme monuments historiques par arrêté du 22 juin 1946.

## Description
La maison comporte deux étages et un comble mansardé à pans de bois au-dessus d'un rez-de-chaussée en pierre de taille.
Les culs de lampe en bois qui supportent l'encorbellement du premier étage sont sculptés (saint Pierre et saint Paul), tout comme les balustres de l'escalier partiellement fermé qui dessert les étages.
Avant la restauration de l'immeuble, la façade sur rue est recouverte d'un essentage d'ardoises.

## Pour en savoir plus